# Soul Survivor (chanson)
Pour les articles homonymes, voir Soul Survivor (homonymie).
Pistes de Exile on Main St.
Shine a Light
(17) Pass the Wine (Sophia Loren) (réédition)
(1)
Soul Survivor est une chanson du groupe de rock britannique The Rolling Stones, parue le 12 mai 1972 sur l'album Exile on Main St.. Elle est écrite et composée par Mick Jagger et Keith Richards.

## Historique et enregistrement
L'enregistrement débute en décembre 1971 et se terminent entre janvier et mars 1972. 
Une prise alternative est publiée le 18 mai 2010 sur le disque supplémentaire de la réédition de l'album Exile on Main St.. Cette version comporte des paroles différentes et Keith Richards au chant à la place de Mick Jagger. Soul Survivor n'a jamais été joué en concert, ni incluse sur une compilation.

## Analyse
Écrite par Mick Jagger et Keith Richards, Soul Survivor est une chanson rock semi-rapide avec Mick Taylor à la guitare et Keith Richards à la basse. Bien qu'il s'agisse d'une chanson de remplissage, elle reste un favori parmi les fans des Stones. Il est difficile de ne pas considérer le piano, la guitare et le gospel mis en avant à la fin de la chanson.

## Personnel
Crédités :
- Mick Jagger : chant
- Keith Richards : guitare électrique, basse, chœur
- Charlie Watts : batterie
- Mick Taylor : guitare slide
- Nicky Hopkins : piano